# Aleuroctonus metallicus
Aleuroctonus metallicus är en stekelart som beskrevs av Christer Hansson och Lasalle 2003. Aleuroctonus metallicus ingår i släktet Aleuroctonus och familjen finglanssteklar. Inga underarter finns listade i Catalogue of Life.